# مهاجرت چرخشی

نرخ خالص مهاجرت در سال ۲۰۱۶ میلادی: مثبت (آبی)، منفی (نارنجی)، پایدار (سبز) و بدون داده (خاکستری)

مهاجرت چرخشی یا مهاجرت مکرر (به انگلیسی:Circular migration or repeat migration)، جابجایی موقت و معمولاً تکراری یک کارگر مهاجر بین خانه و منطقه میزبان، معمولاً به منظور اشتغال است. این پدیده نشان دهنده یک الگوی تحرک جغرافیایی است، چه در سطح بین کشوری و چه دز سطح روستایی-شهری. چندین مزیت در ارتباط با این الگوی مهاجرتی وجود دارد، از جمله سود در سرمایه مالی، سرمایه، سرمایه انسانی و سرمایه اجتماعی. همچنین هزینه‌های مرتبط با مهاجرت چرخشی، مانند فرار مغزها، شرایط بد کاری، بیگاری، و ناتوانی در انتقال مهارت‌های کسب شده به اقتصاد خانگی وجود دارد. از نظر اجتماعی، ارتباط قوی با جنسیت، نتایج سلامت، توسعه، فقر و سیاست جهانی مهاجرت وجود دارد.

## بررسی اجمالی

### تعریف

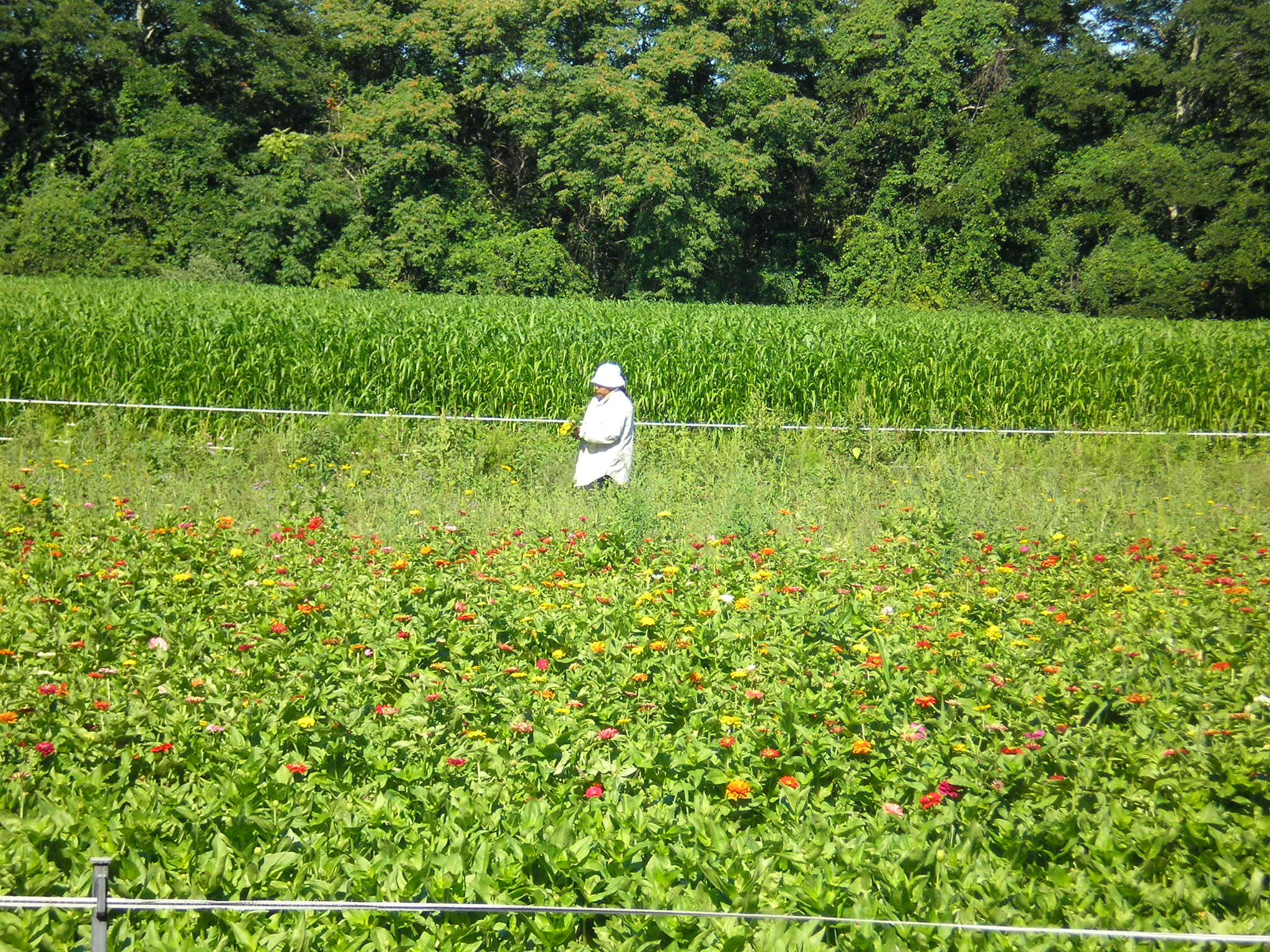
یک کارگر مهاجر

مهاجرت چرخشی، حرکت سیال مردم را بین مناطق، معمولاً به منظور اشتغال توصیف می‌کنند. خود این اصطلاح برای اولین بار در دهه‌های ۱۹۶۰ و ۱۹۷۰ میلادی مورد استفاده قرار گرفت که بیشتر مربوط به پدیده شهرنشینی، توسعه و مهاجرت داخلی بود. شش معیار وجود دارد که مهاجرت را از نوع چرخشی تعریف می‌کند:
- موقتی بودن آن
- تجدید پذیر بودن آن
- چرخشی بودن آن
- قانونی بودن آن
- احترام‌گذاری به حقوق مهاجران توسط کشورها
- به گونه ای مدیریت می‌شود که بازار کار را برای کشورهای مبدأ و مقصد بهینه می‌کند.

سیاست‌های مهاجرت ممکن است به ندرت مهاجرت چرخشی را در نظر بگیرد، در عوض عمدتاً بر مفاهیم دوگانه «مهاجرت دائمی» و «مهاجرت موقت» تمرکز می‌کند. برخلاف مهاجرت موقت، مهاجرت چرخشی ای به کارگر این امکان را می‌دهد که به‌طور همزمان با هر دو کشور خانه و میزبان درگیر شود. علاوه بر این، در این نوع مهاجرت بازگشت به کشور مبدأ و حرکت مکرر به کشور مقصد عادی است. از بسیاری جهات، اتصال به هر دو مکان مزیتی را برای کارگر مهاجر ایجاد می‌کند، زیرا آنها مجبور نیستند برای اقامت در یک مکان انتخابی قطعی داشته باشند. این امکان به حداکثر رساندن قابلیت‌ها را می‌دهد، مفهومی که توسط آمارتیا سن و مارتا نوسبام بیان شده‌است. با کار در یک مکان پردرآمد با درآمد و هزینه بهتر در کشورهای کم درآمد و کم هزینه، کارگر مهاجر می‌تواند بهترین قابلیت‌ها و امکانات را هم برای خود و هم برای خانواده‌اش فراهم کند. چرخشی‌گرایی همچنین امکان مدیریت و حفظ سنت‌ها، حقوق شهروندی و خانواده را فکه بخش مهمی از قابلیت‌های انسانی هستند را فراهم می‌کند.
الگوهای چرخشی مهاجرت را می‌توان به چند دسته تقسیم کرد: مهاجرت فصلی که در آن نیروی کار غیرفصلی با دستمزد پایین مهاجرت می‌کند و مهاجرت متخصصان، دانشگاهی و کارآفرینان فراملی. از این میان، مهاجرت فصلی آشناترین مورد بین کشورهای پردرآمد و کم درآمد است. اگرچه بیشتر این نوع مهاجرت مربوط به بخش کشاورزی است، اما می‌تواند برای سایر صنایع که بسته به فصل متفاوت هستند، مانند گردشگری و ساخت‌وساز نیز اعمال شود.